# コープス・ペイント

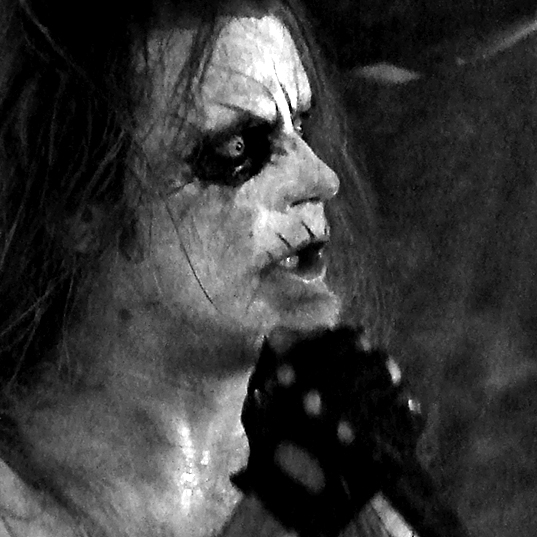
Høst （トーケ）

コープス・ペイント (Corpse Paint、Corpsepaint)は、顔を白と黒に塗る化粧のことである。

## 概要
主にブラックメタルで用いられ、ライブやバンド写真で使われる。この化粧の目的は、ミュージシャンを非人間、もしくは死体や悪魔のように見せることである。ミュージシャンによっては、そのコープス・ペイントがトレードマークとなっている人物も存在する。
コープス・ペイントでは、顔から首にかけてを白く塗り、目の周りや口の周りを黒く塗ることが多いが、しばしば血が併せて塗られることもある。滅多にないことではあるが、これら以外の色が使われることもあり、メイヘムのアッティラ・シハーは、ネオン・カラーを使ったり、ノルウェーのブラックメタルバンド、Dødheimsgardは実験的に別の色を用いたりしたことがある。

## 歴史
初期のロックグループにおいて、類似のメークアップが行われている。1960年代には、スクリーミン・ジェイ・ホーキンスやアーサー・ブラウンなどが行っている。1970年代になると、アリス・クーパーや、キッスでも類似のメークアップが用いられている。更に、1970年代後半になると、ミスフィッツやダムドのデイヴ・ヴァニアンのようなパンク・ロックバンド、ミュージシャンも類似のメークアップを使用している。
1980年代に入ると、ヘルハマー及び後身のセルティック・フロストやヴェノム、デスSS、マーシフル・フェイトのキング・ダイアモンドなど初期エクストリーム・メタルバンドでも、コープス・ペイントを用いるようになる。特に、ブラジルのサルコファーゴは、メタル・ストーム誌に初めて"本物"のコープス・ペイントで登場したアーティストとなった。初期コープス・ペイントは、単純に個人個人の特徴を強調する意味があり、彼らを"死者"のように見せた。
このコープス・ペイントが最初に一般的に用いられるようになったのは、ノルウェーの初期ブラックメタルシーンである。特に、ノルウェーのブラックメタルバンドの内、最初にコープス・ペイントを行ったのは、メイヘムのデッドであるといわれており、1986年頃からコープス・ペイントを行っている。メイヘムのベーシストであるネクロブッチャーは、デッドのコープス・ペイントについて、「それは、キッスやアリス・クーパーが使った化粧とは違った。デッドは、実際に死体に見えるようにしたかったんだ。彼はそれをカッコよく見えるために行った訳ではなかった」と語っている。
1990年代初期になると、ノルウェーのブラックメタルバンドの服装やスタイルを継承したバンドが世界中に現れるようになった。ただし、ノルウェーのブラックメタルバンドでも、コープス・ペイントを用いない、もしくはやめてしまったバンドも存在する。これは、非常に多くのバンドで用いられることによってコープス・ペイントの意味自体が失われてしまったことが理由として挙げられている。

## メタル以外の類似のスタイル
コープス・ペイントは一般的にブラックメタルと関連付けて考えられることが多い。しかしながら、これにインスパイアされたヘヴィメタル以外のジャンルのミュージシャンやその他のジャンルの人物にも存在している。
- プロレスラーには、コープス・ペイントに類似のメークアップを行う選手がいくらか存在している。
  - スティング
  - ジ・アンダーテイカー
  - 怨霊

## 例

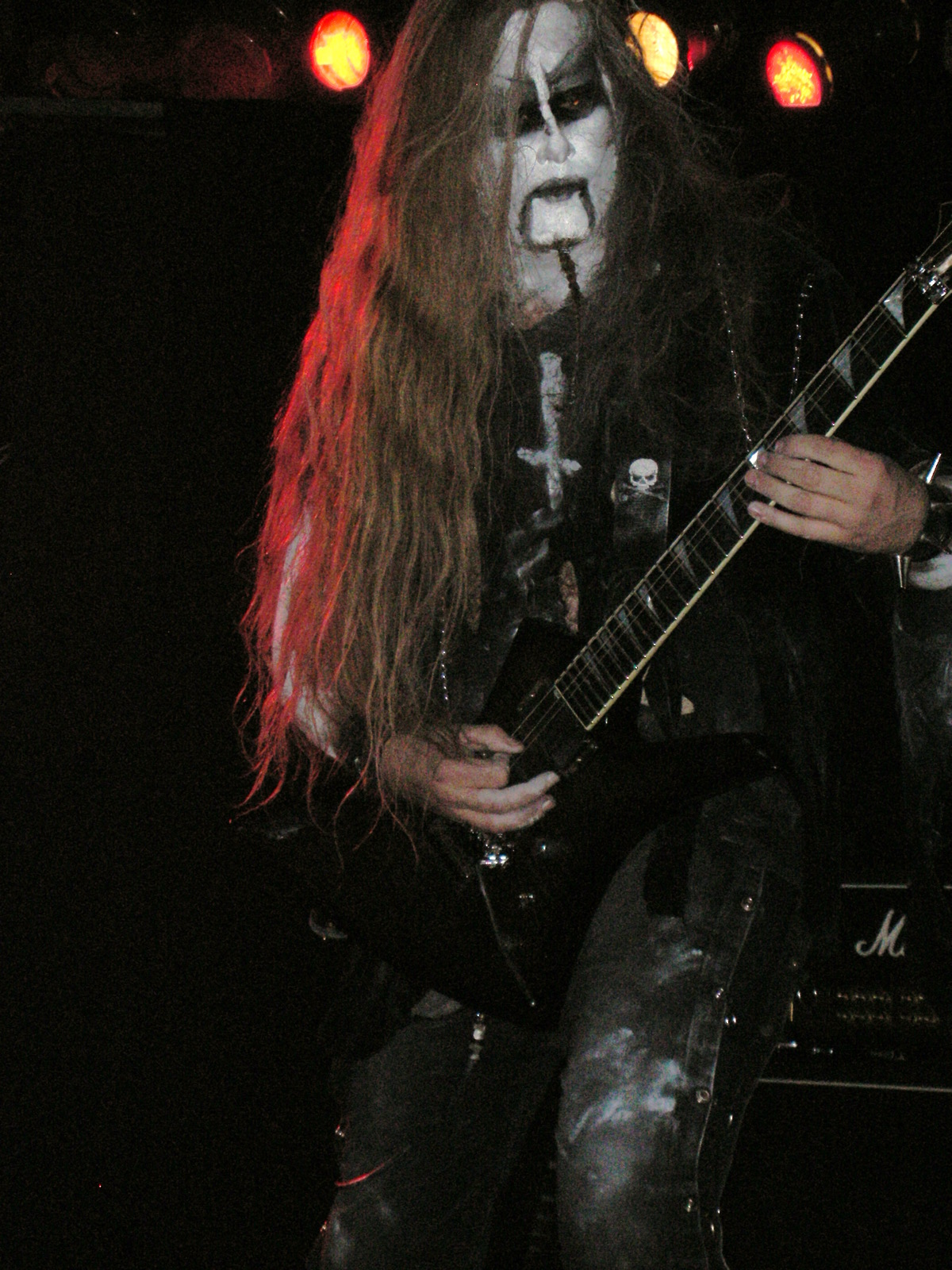
アルカオン (1349)
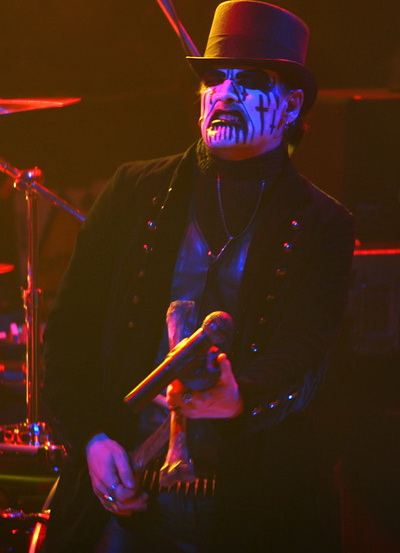
キング・ダイアモンド（マーシフル・フェイト）
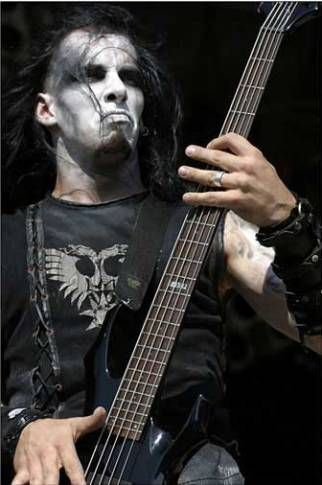
オライオン（ベヒーモス）
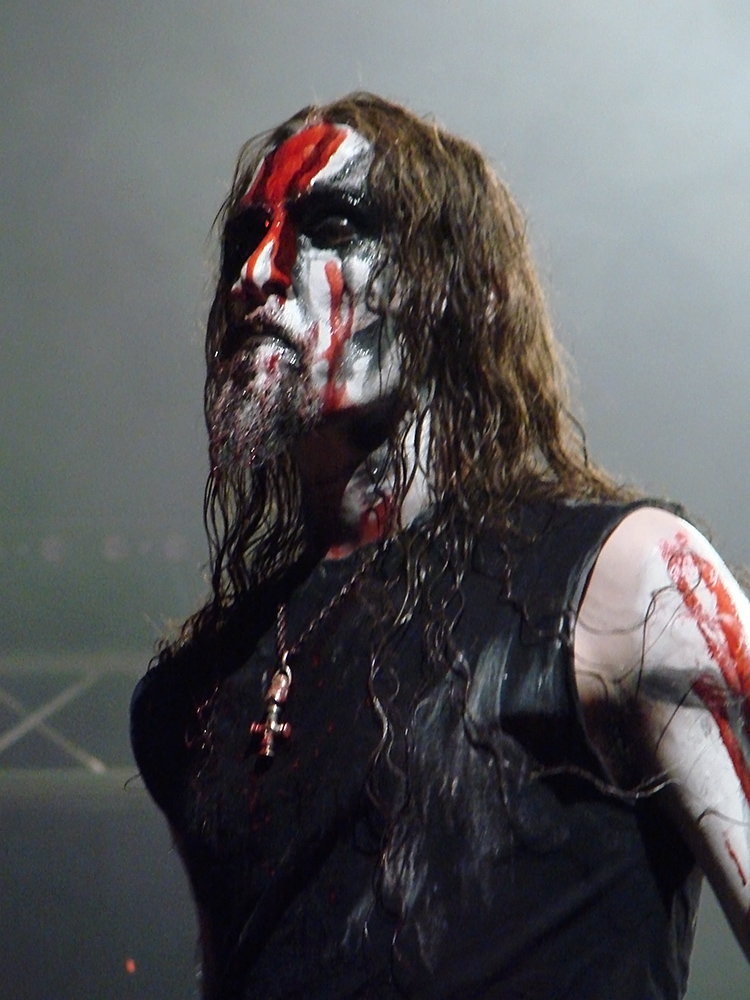
ゴール（ゴッド・シード）
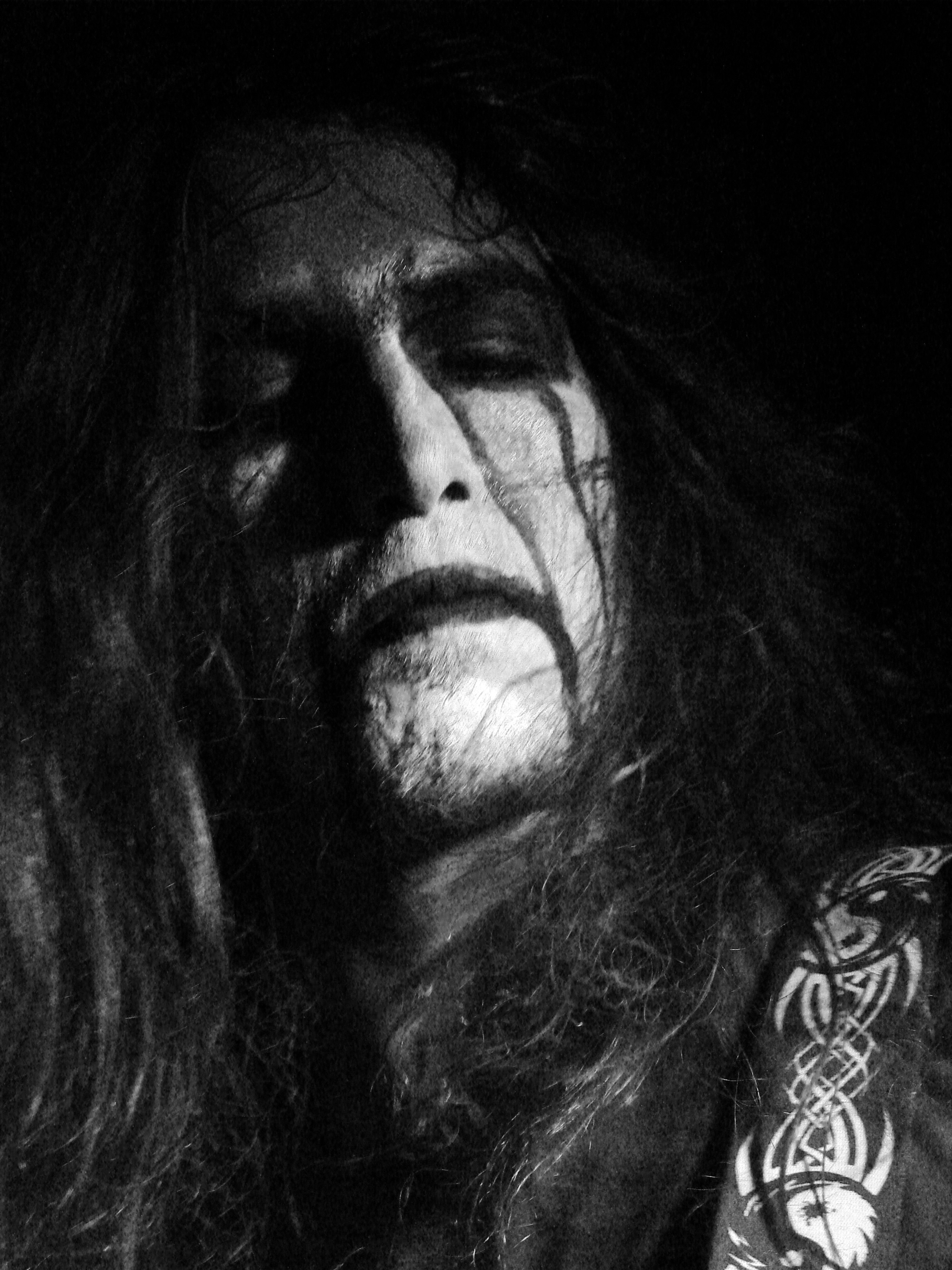
Taalroth (Hindvir)
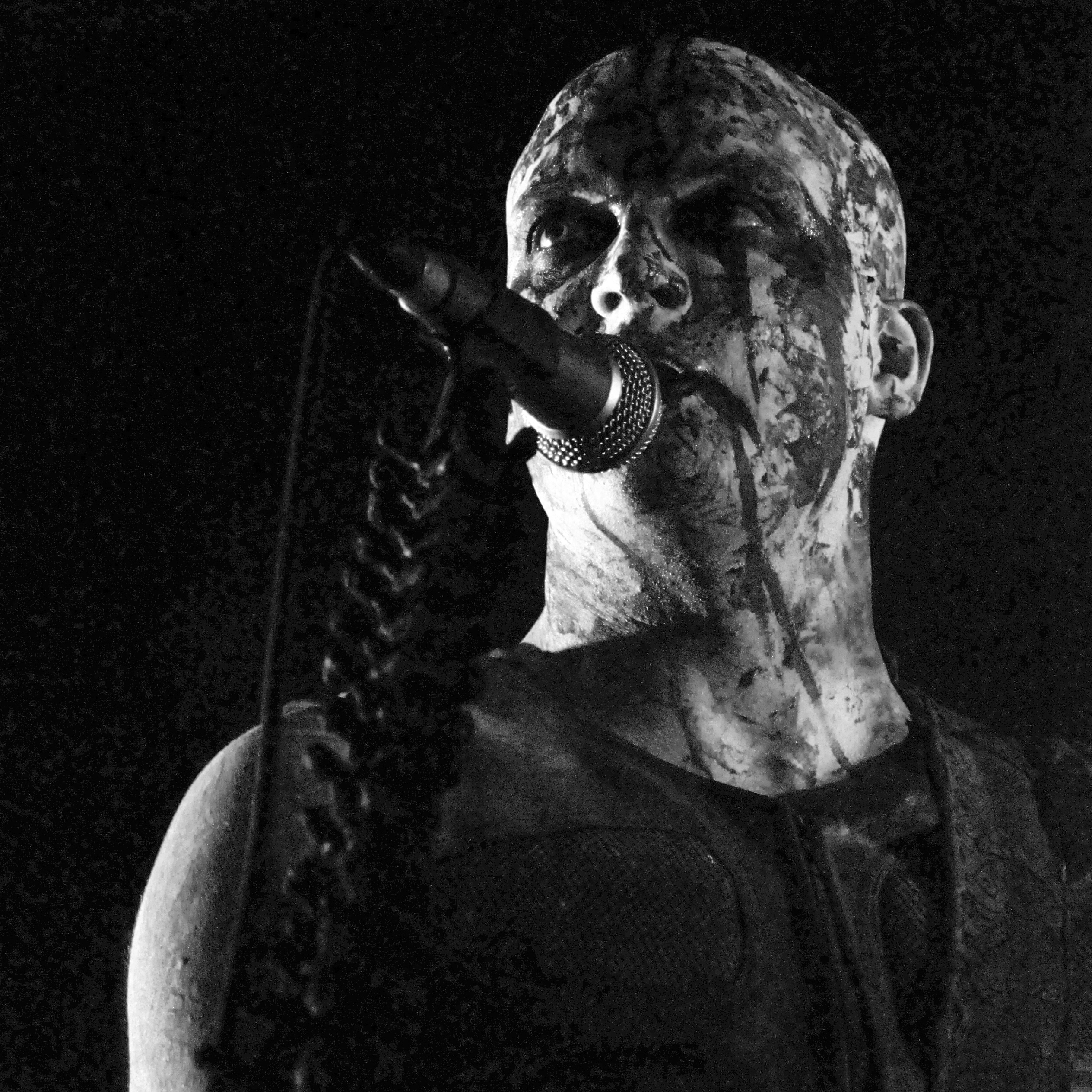
Otargos
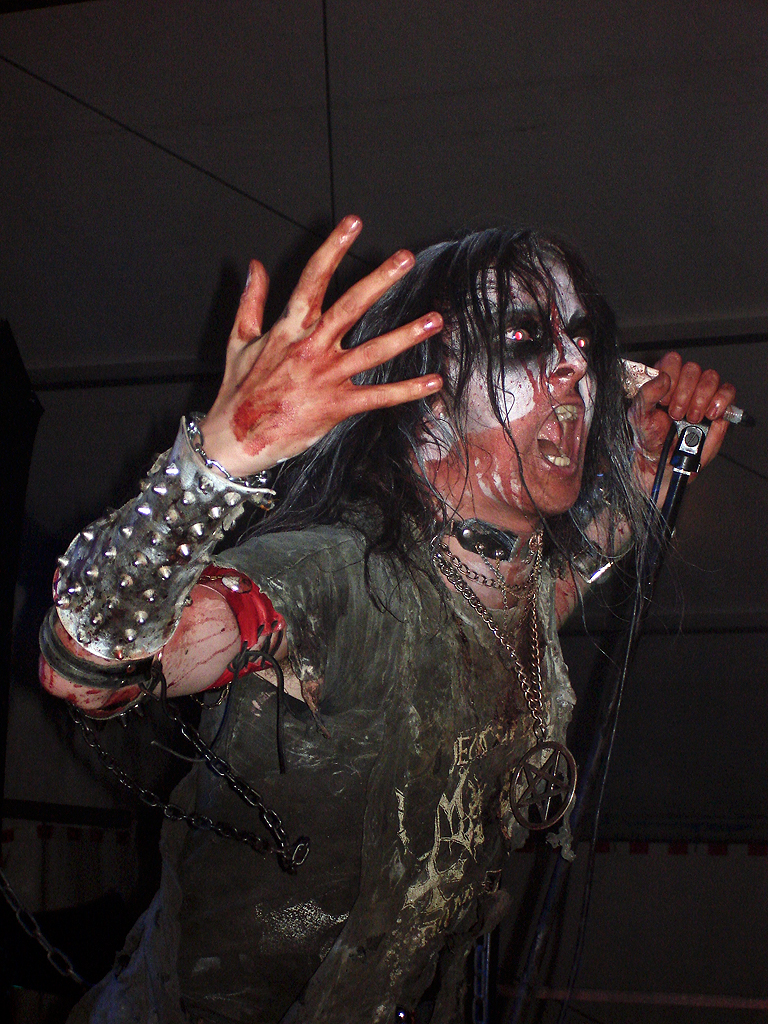
エリック・ダニエルソン (ヴァーテイン)
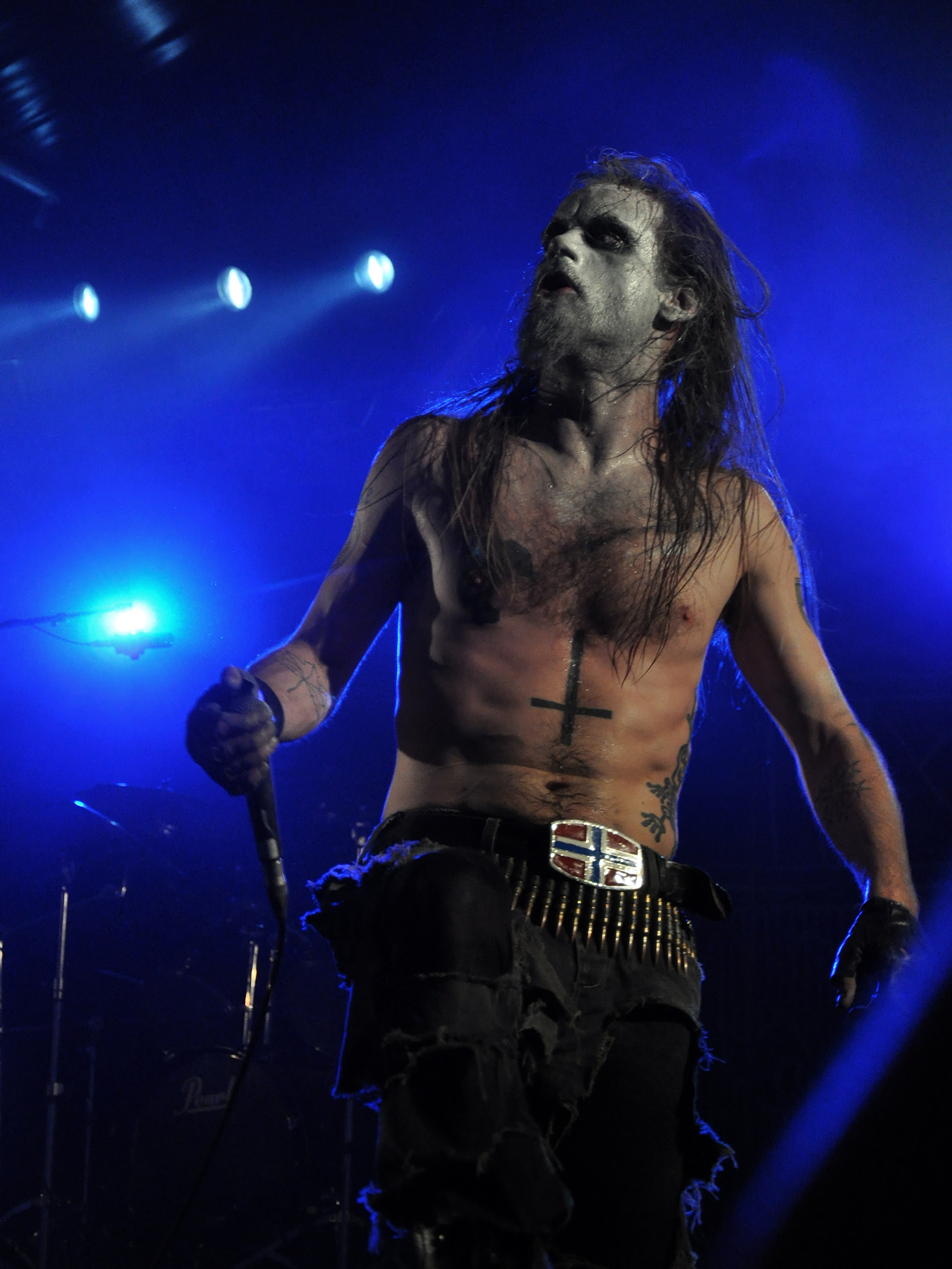
ヘスト（トーケ）
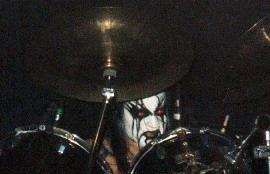
フロスト （サテリコン、1349）
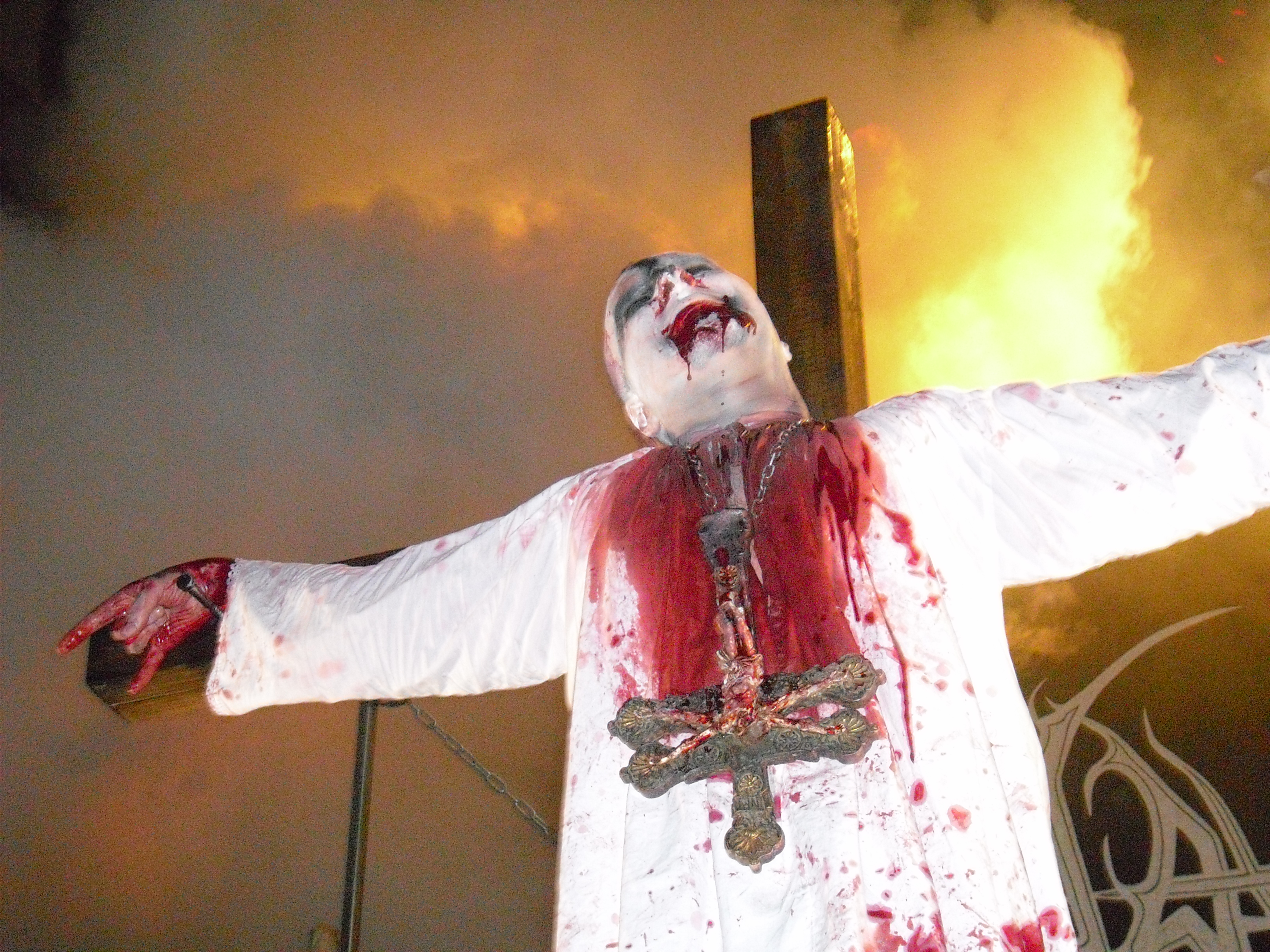
アッティラ・シハー（メイヘム）